# Berengario di Saint-Affrique
Berengario di Saint-Affrique (in francese Bérénger de Saint-Affrique, in latino Berengarius de Sancto Affricano, noto anche con il nome di Berengario di Donadio, in francese Bérénger de Donadieu; Saint-Affrique, ... – ...; fl. XIV secolo) è stato un presbitero francese, vescovo eletto di Sutri dal 1328 al 1333.

## Biografia
Non si conosce nulla della vita e dell'attività di questo sacerdote francese prima del suo coinvolgimento nelle vicende che portarono al riconoscimento della santità di Chiara da Montefalco agli inizi del XIV secolo. Nacque presumibilmente nella seconda metà del XIII secolo a Saint-Affrique, nella diocesi di Vabres, e suo padre si chiamava Donadio (in francese Donadieu).
Al momento della morte di Chiara da Montefalco, nell'agosto del 1308, Berengario di trovava a Spoleto, e svolgeva le funzioni di vicario in spiritualibus del vescovo spoletano Pietro di Montichiello. Venuto a conoscenza di fatti miracolosi legati al cuore della religiosa francescana, volle rendersi conto personalmente della veridicità degli eventi, e ne rimase talmente impressionato, che si fece il principale sostenitore della santità di Chiara. Raccolse numerose testimonianze sulla sua vita, e l'anno seguente si recò ad Avignone, per perorare davanti a papa Clemente V la causa di beatificazione di Chiara. Le note e le testimonianze raccolte servirono a Berengario per la pubblicazione della Vita sancte Clare de Cruce de Montefalcone, attorno al 1315/16.
Berengario continuò ad occuparsi della vita di Chiara e, cessate nel 1310 le sue funzioni di vicario a Spoleto, fu nominato commissario del vescovo spoletino, incaricato di portare avanti il processo sulle virtù e i miracoli della religiosa, fino al 1318. In questo periodo, occupò anche altri uffici ecclesiastici; infatti nel 1314 è documentato come vicario del vescovo Ruggero di Siena ed è menzionato in due atti relativi ad alcuni eretici di quella città.
Dopo il 1318 non si hanno più notizie di Berengario, che probabilmente fu chiamato a Roma, dove era canonico Santa Maria in Trastevere quando, il 16 novembre 1328, papa Giovanni XXII lo nominò vescovo di Sutri. Il 9 agosto 1329 Berengarius electus Sutrinus pagò le sue obbligazioni di 50 fiorini alla curia romana per la sua nomina a vescovo. Non è chiaro tuttavia se Berengario abbia mai ricevuto la consacrazione episcopale o abbia preso possesso della sede sutrina. Infatti il 2 giugno 1332 è ancora documentato come episcopus electus, quando ricevette dal papa l'incarico di conferire a Bernardo de Portis il priorato della chiesa di Gerusalemme e del Santo Sepolcro. L'anno successivo, il 19 marzo 1333, Berengario, electus Sutrinus e clericus Vabrensis dioecesis, dette le sue dimissioni, e al suo posto il papa nominò vescovo di Sutri il francescano Uguccione di Perugia.
Non si hanno altre notizie di Berengario e non è nota la sua data di morte.